# Zbuzany
Zbuzany (en allemand : Salusch) est une commune du district de Prague-Ouest, dans la région de Bohême-Centrale, en République tchèque. Sa population s'élevait à 1 367 habitants en 2020.

## Géographie
Zbuzany se trouve à 4 km à l'est-sud-est de Rudná et à 13 km à l'ouest-sud-ouest du centre de Prague.
La commune est limitée par Jinočany et Prague au nord, par Ořech à l'est, par Choteč et Chýnice au sud et par Dobříč à l'ouest.

## Histoire
La première mention écrite de la localité date de 1395.